# جهنده‌ماهی‌های شکم‌زبر
جهنده‌ماهی‌های شکم‌زبر (نام علمی: Percina) نام یک سرده از تیره سوف‌ماهیان است.